# Авентін (міфологія)

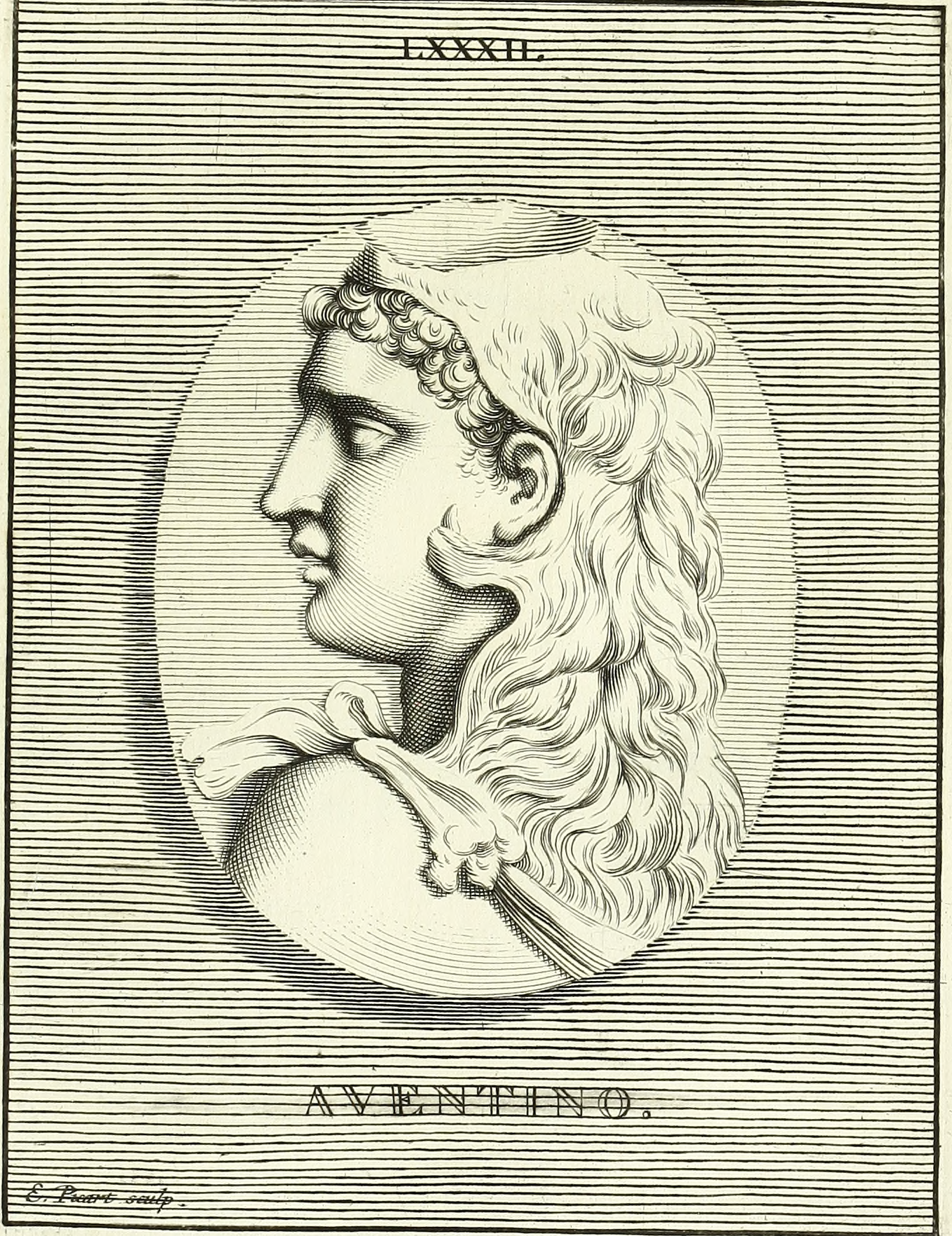
Портрет Авентіна з книги «Images des héros et des grands hommes de l'antiquité» (1731)

Авентін був сином Геркулеса і жриці Реї, згаданої в «Енеїді» Вергілія, книга vii. 656, як союзник Мезенція і ворог Енея (переклад Драйдена):
"Далі Авентін їде на колісниці по лаційських рівнинах, пальмами і лаврами увінчаний. Гордий своїми кіньми, він курить на полі; Батькова гідра наповнює його широкий щит: Сотня змій шипить по краях; Сином Геракла він справедливо здається Широкими плечима і велетенськими кінцівками; Частково небесної, а частково земної крові, Смертна жінка змішалася з богом. Бо сильний Алкід, вбивши Потрійного Геріона, вигнав з підкореної Іспанії Його полонені стада; і звідти з тріумфом повів, На берегах тосканського Тибру вони паслися. Потім на горі Авентин сина Ювена Жрицю Рею знайшов і примусив полюбити. За зброю його люди довгі палі і списи носили; І жердинами з загостреною сталлю ворогів своїх в бою кривавили. Як сам Геракл, з'являється син його, В рятівній пишноті; левову шкуру він носить; На плечах висить кошлата шкура; Зуби і роззявлені щелепи суворо оскалюються. Так, як бог його батько, по-домашньому вбраний, Він входить до зали, жахливий гість."
Сервій У цьому уривку йдеться про Авентіна, царя корінних мешканців Риму, якого було вбито і поховано на пагорбі, що згодом отримав назву Авентинський пагорб. Цього царя можна пов'язати з образом Енеїди або з Авентином:
"Авентин - пагорб у місті Римі. Прийнято вважати, що він отримав свою назву від птахів (aves), які, піднімаючись з Тибру, гніздилися там, як ми читаємо у восьмій книзі про придатний дім для гнізд птахів, що погано летять". Це пов'язано з королем корінних італійців, на ім'я Авентін, який був убитий і похований там - так само, як і албанський король Авентін, якого змінив на престолі Прокас. Варро, однак, стверджує, що серед римського народу сабіняни прийняли цю гору, коли її запропонував їм Ромул, і назвали її Авентин на честь річки Авентус, що протікає в її околицях. Тому прийнято вважати, що ці різні думки з'явилися пізніше, бо на початку вона називалася Авентіном на честь або птахів, або аборигенного царя: з чого приймається, що згаданий тут син Геракла взяв своє ім'я від імені пагорба, а не навпаки."
Цей Авентін (син Геракла) не згадується більше ніде в класичній літературі.
Особливістю Авентіна було те, що він вирушав у бій на бойовій колісниці, одягнений у вояцький обладунок свого батька Геркулеса. Цей обладунок був прикрашений левиною шкурою, що, ймовірно, символізувало його зв'язок з Геркулесом, який відомий своїм подвигом з Немейським левом.
На жаль, він був убитий Енеєм у цій війні. Таким чином, Авентін у міфології є героєм, пов'язаним з Геркулесом, який брав участь у ключових подіях, що передували заснуванню Риму. Його фігура підкреслює зв'язок між грецькою та римською міфологією через родовід від Геркулеса.